# Étoges
Étoges ist eine französische Gemeinde mit 417 Einwohnern (Stand 1. Januar 2022) im Département Marne in der Region Grand Est.
Die Gemeinde Étoges liegt zwischen den Städten Épernay und Sézanne, etwa 80 Kilometer östlich von Paris, im Anbaugebiet der Champagne. In der Gemeinde gibt es etwa 15 Winzer.

## Geschichte
Étoges (ältere Namensformen Estoges, Etauges, lat. E(s)togis), heute ein Dorf mit weniger als 300 Einwohnern, war im 14. Jahrhundert im Besitz von Eustaches III. de Conflans, Vogt der Abtei der Prämonstratenser von Thérouane, Erbmarschall von Champagne und Conseiller du Roi (1323). Als dieser ohne Nachkommen verstarb, kam Étoges zusammen mit der Vogtei 1339 durch die Ehe seiner Schwester Maguerite de Conflans mit Oger III. d'Anglure in den Besitz der Grafen von Anglure. Die Herrschaft (seigneurie) bzw. seit dem 15. Jahrhundert Vizegrafschaft (vicomté) von Estoges wurde 1682 zugunsten von Marc-Antoine-Saladin d'Anglure du Bellai de Savigny († 1688) zur Grafschaft erhoben.
Vom Beginn des 17. Jahrhunderts stammt auch der Bau des Schlosses, in dem der neu erhobene Graf 1685 bis 1688 in einem Durchgang zur Schlosskapelle nach Entwürfen eines benachbarten Herrn von Flavigny von dem Maler Jean Hélart aus Reims ein hochkomplexes Bildprogramm ausführen ließ. Darin wurden an den Wänden die Genealogien der eigenen Familie und verwandter Adelsgeschlechter mit ihren Wappen abgebildet, darüber aber 71 Porträts von namhaften Personen der französischen Geschichte, von Chlodwig I. bis zu Ludwig XIV. (später ergänzt um ein Porträt Ludwigs XV.), nach Tugenden und Charaktereigenschaften mit Personen anderer Länder und Epochen, unter Einbeziehung der Antike und biblischen Geschichte, zusammengruppiert und durch beigefügte Embleme und Devisen charakterisiert.
Nach dem Erlöschen des Hauses von Anglure wurde Étoges Anfang des 18. Jahrhunderts an den Herzog von Boufflers verkauft, der es bis mindestens 1730 in seinem Besitz behielt. Im 18. Jahrhundert wechselten die Besitzer in meist kurzer Folge. 1803 erwarb es der Comte François Scholastique de Guéhéneuc, durch den es an seine Tochter Louise-Antoinette, in zweiter Ehe verheiratet mit dem Marschall Jean Lannes, und deren Söhne und Nachfahren kam.
Im Februar 1814 wurde die Gegend bei Étoges und Vauchamps auf dem Rückzug der schlesischen Armee Blüchers an die Marne zum Schauplatz ihres verlustreichen Durchbruchs gegen die Truppen Napoleons, der die strategisch wichtige Verteidigungsposition bei Étoges von Marschall Marmont halten ließ.

## Bevölkerungsentwicklung

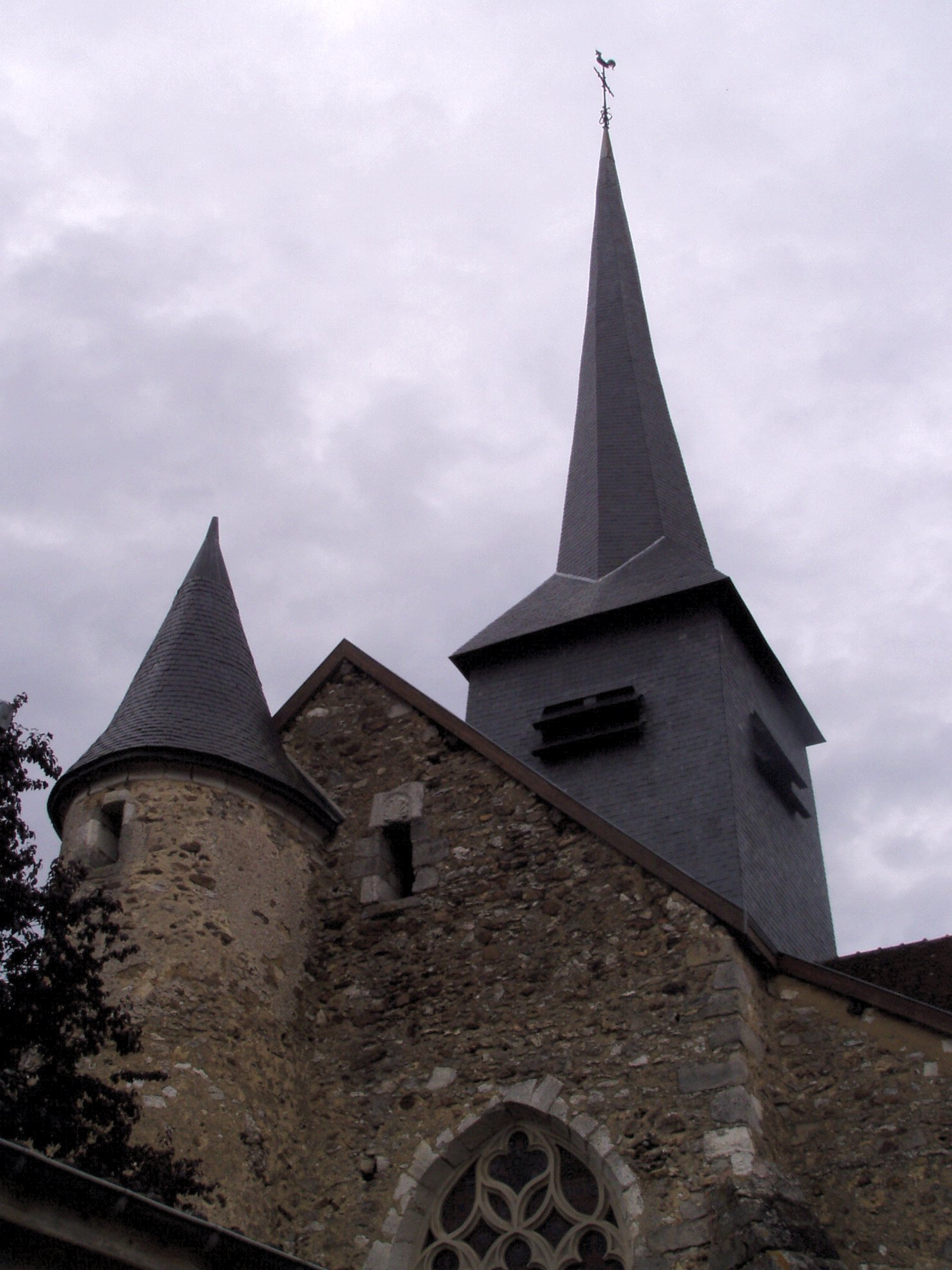
Kirche Saint-Sulpice-Saint-Antoine

| Jahr                       | 1962 | 1968 | 1975 | 1982 | 1990 | 1999 | 2006 | 2018 |
| -------------------------- | ---- | ---- | ---- | ---- | ---- | ---- | ---- | ---- |
| Einwohner                  | 421  | 409  | 357  | 306  | 282  | 261  | 290  | 478  |
| Quellen: Cassini und INSEE |      |      |      |      |      |      |      |      |

## Partnerschaft
Seit 1973 besteht eine Partnerschaft mit dem Ettlinger Ortsteil Oberweier.

## Sehenswürdigkeiten
- Das Schloss Étoges aus dem frühen 17. Jahrhundert, eine rechteckige Anlage mit zwei Hauptflügeln und vier runden Ecktürmen, umgeben von einem rechteckigen Wassergraben und einem Park.
- Die Kirche Saint-Sulpice-Saint-Antoine mit Restbeständen aus dem 12. Jahrhundert, im Grundriss ein lateinisches Kreuz mit Nebenschiffen und fünfeckiger Apsis. Das Portal stammt aus der Renaissance, darüber eine Rosette des 13. Jahrhunderts.